# Mazeyrolles
Mazeyrolles är en kommun i departementet Dordogne i regionen Nouvelle-Aquitaine i sydvästra Frankrike. Kommunen ligger i kantonen Villefranche-du-Périgord som tillhör arrondissementet Sarlat-la-Canéda. År 2022 hade Mazeyrolles 305 invånare.

## Befolkningsutveckling
Antalet invånare i kommunen Mazeyrolles
Referens:INSEE